# Europaspiele 2015/Boxen
Bei den Europaspielen 2015 in Baku, Aserbaidschan wurden vom 16. bis 27. Juni 2015 insgesamt 263 Kämpfe im olympischen Boxen (oder auch Amateurboxen) ausgetragen, davon 201 bei den Männern und 62 bei den Frauen. Veranstaltungsort war die 2012 fertiggestellte Multifunktionshalle Bakı Kristal Zalı.
Geboxt wurde bei den Männern in zehn Gewichtsklassen mit Vorrunde, Achtelfinale, Viertelfinale, Halbfinale und Finale, mit Kämpfen zu jeweils drei Runden à drei Minuten und einer Minute Pause zwischen den Runden. Wie seit 2013 üblich, boxten die Männer ohne Kopfschutz. Bei den teilnehmerschwächeren Frauen entfiel die Vorrunde, dafür wurden pro Kampf vier Runden à zwei Minuten angesetzt, mit ebenfalls einer Minute Pause zwischen den Runden. Auch wurde von den Frauen weiterhin der Kopfschutz getragen. Wie bei Amateurboxturnieren üblich, erhielten die beiden Halbfinalverlierer einer Gewichtsklasse jeweils eine Bronzemedaille. Einen Kampf um den dritten Platz gab es daher nicht. Gemeldet waren 212 männliche und 67 weibliche Boxer aus 40 Nationen.

## Medaillengewinner

### Männer
| Disziplin         | Gold                  | Silber                | Bronze                              |
| ----------------- | --------------------- | --------------------- | ----------------------------------- |
| Klasse bis 49 kg  | Bator Sagalujew       | Brendan Irvine        | Muhammed Ünlü Dmytro Samotajew      |
| Klasse bis 52 kg  | Elvin Məmişzadə       | Vincenzo Picardi      | Hamza Touba Viliam Tankó            |
| Klasse bis 56 kg  | Bachtowar Nasirow     | Dsmitryj Assanau      | Qais Ashfaq Tayfur Əliyev           |
| Klasse bis 60 kg  | Albert Səlimov        | Sofiane Oumiha        | Sean McComb Mateusz Polski          |
| Klasse bis 64 kg  | Collazo Sotomayor     | Vincenzo Mangiacapre  | Kastriot Sopa Wiktor Petrow         |
| Klasse bis 69 kg  | Pərviz Bağırov        | Alexander Besputin    | Josh Kelly Jaroslaw Samofalow       |
| Klasse bis 75 kg  | Michael O’Reilly      | Xaybula Musalov       | Zoltán Harcsa Maxim Koptjakow       |
| Klasse bis 81 kg  | Teymur Məmmədov       | Valentino Manfredonia | Pawel Siljagin Oleksandr Chyschnjak |
| Klasse bis 91 kg  | Abdulqədir Abdullayev | Heworh Manukjan       | Josip Filipi Sadam Magomedow        |
| Klasse über 91 kg | Joseph Joyce          | Gassan Gimbatow       | Məhəmmədrəsul Məcidov Tony Yoka     |

### Frauen
| Disziplin        | Gold                  | Silber            | Bronze                          |
| ---------------- | --------------------- | ----------------- | ------------------------------- |
| Klasse bis 51 kg | Nicola Adams          | Sandra Drabik     | Elif Coşkun Sajana Sagatajewa   |
| Klasse bis 54 kg | Jelena Saweljewa      | Marzia Davide     | Anna Əlimərdanova Azize Nimani  |
| Klasse bis 60 kg | Katie Taylor          | Estelle Mossely   | Yana Alekseyevna Tasheena Bugar |
| Klasse bis 64 kg | Anastassija Beljakowa | Valentina Alberti | Sandy Ryan Aneta Rygielska      |
| Klasse bis 75 kg | Nouchka Fontijn       | Anna Laurell Nash | Sarah Scheurich Lidia Fidura    |

## Weiteres
Der albanische Bantamgewichtler Rexhildo Zeneli wurde bei einer Kontrolle außerhalb des Wettkampfes am 13. Juni positiv auf ein verbotenes Furosemid getestet, teilte das Europäische Olympische Komitee mit. Zeneli wurde deshalb noch vor seinem ersten Kampf von den Europaspielen ausgeschlossen.
Nur fünf Kämpfe endeten vorzeitig durch T.K.o. bzw. K. o., vier weitere durch Walkover (Nichtantritt).

## Medaillenspiegel
| Rang   | Land                   | Gold | Silber | Bronze | Gesamt |
| ------ | ---------------------- | ---- | ------ | ------ | ------ |
| 1      | Aserbaidschan          | 6    | 1      | 4      | 11     |
| 2      | Russland               | 4    | 2      | 4      | 10     |
| 3      | Irland                 | 2    | 1      | 1      | 4      |
| 4      | Vereinigtes Königreich | 2    | 0      | 3      | 5      |
| 5      | Niederlande            | 1    | 0      | 0      | 1      |
| 6      | Italien                | 0    | 5      | 0      | 5      |
| 7      | Frankreich             | 0    | 2      | 1      | 3      |
| 8      | Ukraine                | 0    | 1      | 4      | 5      |
| 9      | Polen                  | 0    | 1      | 3      | 4      |
| 10     | Schweden               | 0    | 1      | 0      | 1      |
| 10     | Belarus                | 0    | 1      | 0      | 1      |
| 12     | Deutschland            | 0    | 0      | 5      | 5      |
| 13     | Türkei                 | 0    | 0      | 2      | 2      |
| 14     | Kroatien               | 0    | 0      | 1      | 1      |
| 14     | Slowakei               | 0    | 0      | 1      | 1      |
| 14     | Ungarn                 | 0    | 0      | 1      | 1      |
| Gesamt | Gesamt                 | 15   | 15     | 30     | 60     |